# Буряковая Балка
Буряковая Балка (укр. Бурякова Балка) — село Мангушского района на юге Донецкой области Украины
Код КОАТУУ — 1423984403. Население по переписи 2001 года составляет 204 человека. Почтовый индекс — 87441. Телефонный код — 6297.
С марта 2022 года находится под контролем самопровозглашённой  Донецкой Народной Республики.

## Адрес местного совета
87442, Донецкая область, Мангушский р-н, с. Мелекино, ул.Гагарина